# 레드 윙스 작전

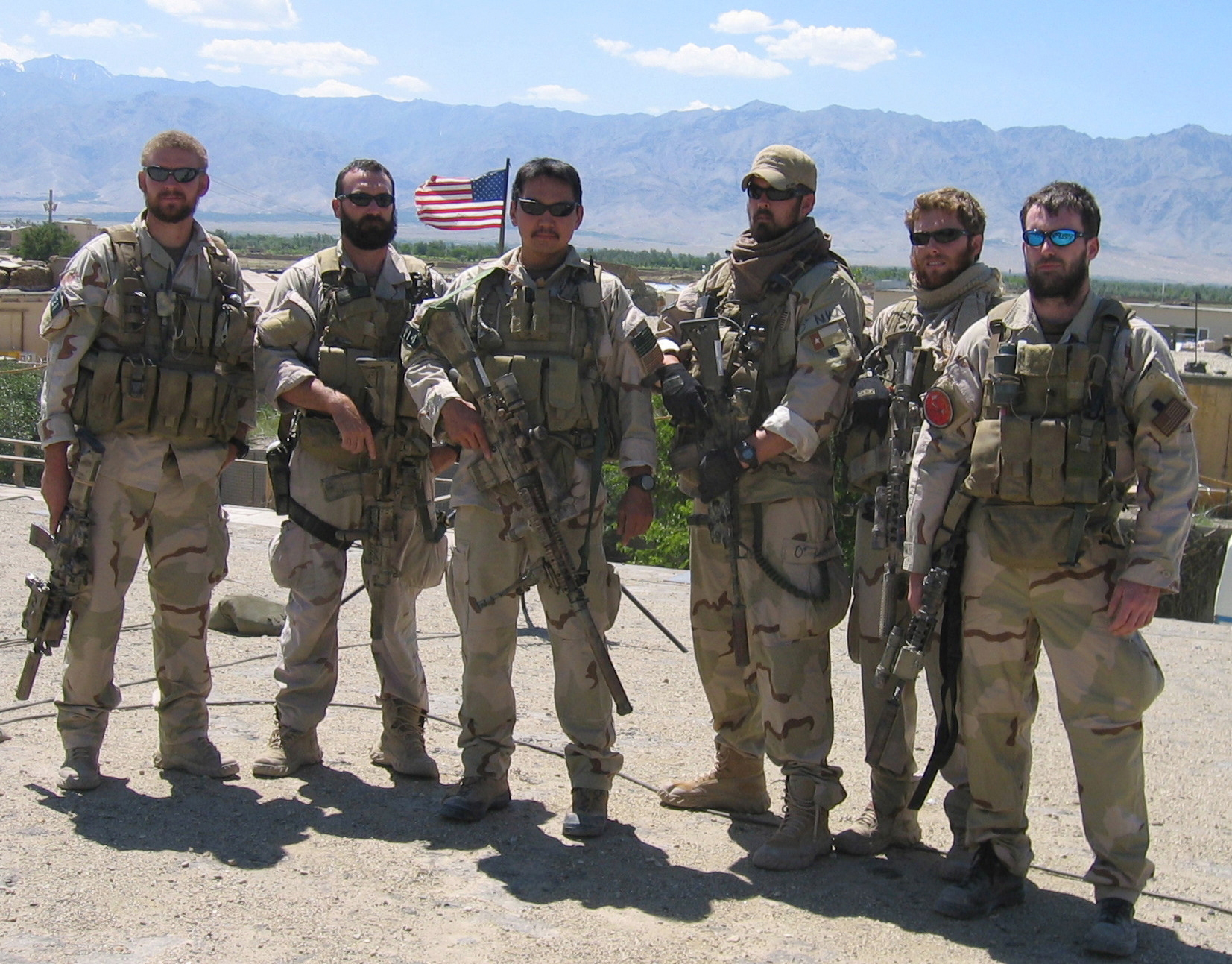
레드 윙스 작전에 참가한 군인들

레드 윙스 작전(Operation Red Wings)은 아프가니스탄 전쟁 중, 지역 탈레반 연합 반동맹 민병대(ACM)의 활동을 방해하여 지역 안정에 기여하고 2005년 9월 아프가니스탄 국회의원 선거를 촉진하기 위해서 2005년 6월 말부터 7월 중순까지 아사다바드의 주도에서 서쪽으로 약 20마일(32km) 떨어진 Sawtalo Sar라는 산의 경사면에서 수행된 미국 네이비 씰 10팀의 군사 작전이다. 비공식적으로 아바스 가르 전투(Battle of Abbas Ghar)로 불린다.

## 작전명의 유래
미 해병대 3사단 2대대(이하 2/3으로 통칭)의 작전관 토마스 우드 소령이 보조 작전관 랜스 시퍼트 중위에게 이 대규모 작전의 이름을 미국 하키 팀의 이름에서 따올 것을 명령하였다. 시퍼트의 하키 팀 이름 명단에는 10개의 팀이 포함되어 있었고, 순위 중 네 번째 이름인 "레드 윙스"를 선택했다. 이는 처음 세 개의 이름인 뉴욕 레인저스, 시카고 블랙호크스, 뉴저지 데블스의 이름을 당시 아프가니스탄에 있는 군부대가 이미 사용하고 있었기 때문이다. 이 이름은 이 작전을 바탕으로 하는 '론 서바이버'라는 책의 출간과 함께 종종 "레드윙 작전"으로 잘못 언급되기도 했다.

## 배경

### 작전 이전 아프가니스탄의 환경
2001년 아프가니스탄 침공 이후 미군과 연합군의 작전은 반란 진압 작전으로 전환되었다. 2004년까지 아프가니스탄에서 연합군의 주요 목표 중 하나는 국가 건설, 즉 민주적으로 선출된 정부의 설립과 성장에 도움이 되는 안보 환경 제공 및 인프라를 지원하는 것이었다. 이 캠페인이 성공하기 위해서 중요한 기점은 2005년 9월 18일 아프가니스탄 총선이었는데, 당시 아프가니스탄의 많은 지방들이 안정적인 안보 환경을 가지고 있었지만, 파키스탄과의 국경에 있는 아프가니스탄 동부에 위치한 쿠나르 주의 경우, 그러한 환경이 보장되지 못하고 안보가 위협받는 곳이었다. 선거 결과가 아프가니스탄과 전 세계 시민들에게 합법적으로 보이려면, 쿠나르의 선거를 포함하여 아프가니스탄 전역의 모든 선거가 "방해받지 않고" 진행되어야 할 필요가 있었다.

### 선행된 작전

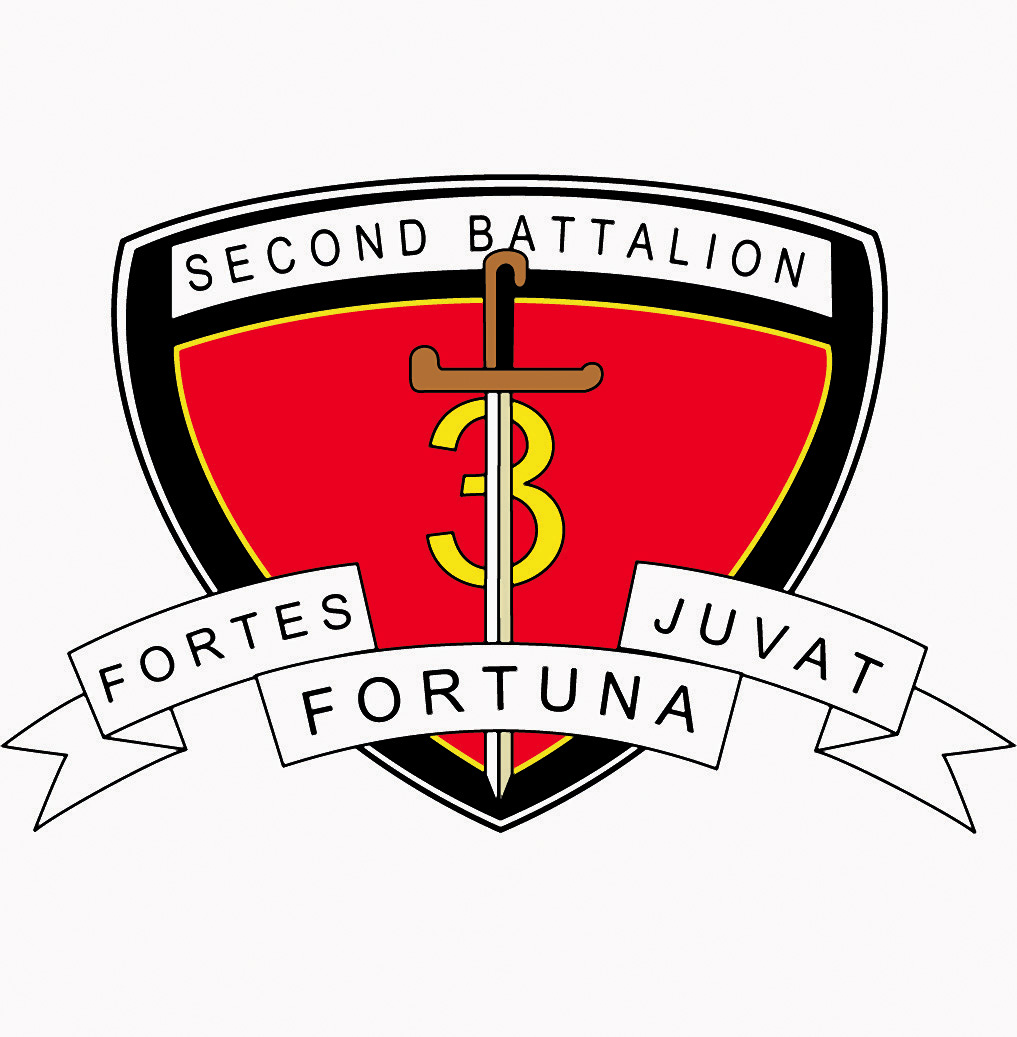
미군 제 3해병사단 2대대

2004년 말 항구적 자유 작전을 지원하기 위해 쿠나르 주를 포함한 동부 지역 사령부에 배치된 미 해병대 3사단 3대대(이하 3/3으로 통칭)은 이 지역에서 대대의 반란 진압을 위한 특수 작전 사령부 교리로 인해 부대 운영에 차칠을 빚었다. 이러한 어려움의 원인은 대대와 정보를 공유하지 않는 것과 그 지역의 특수 작전 부대의 습격 위험이 도사렸기 때문이다. 이러한 문제를 완화하기 위해 3/3의 부대원들은 특수 작전 부대를 작전에 통합하는 작전을 구상했다. 대대와 특수 작전 부대 간의 정보 공유를 허용하고 대대별로 통합된 특수 작전 자산 및 작전에 대한 확실한 통제력을 유지하는 것이 그 목적이었다. 이 작전을 기반으로 3/3이 수행한 작전은 반동맹 민병대(이하 ACM으로 통칭) 활동을 중단시키는 데 성공했다. 해당 작전 중 첫 번째 작전은 2005년 2월에 쿠나르 주 페치 구에 있는 코랑갈 계곡에서 진행된 스퍼스 작전(샌안토니오 스퍼스 농구팀의 이름을 따서 명명됨)이었다. 스퍼스 작전은 네이비씰을 투입하여 5단계 작업 중 두 단계를 선행하는 작전이었고. 2005년 4월의 매버릭스 작전(댈러스 매버릭스 농구팀의 이름을 딴 작전)과 2005년 5월의 셀틱스 작전(보스턴 셀틱스 농구팀의 이름을 딴 작전)이 그 뒤를 이었다. 네이비씰을 포함한 이러한 작전은 대대가 구상하고 계획했으며, 네이비실과 관련된 단계의 세부 사항은 네이비씰이 자체적으로 계획했다. 각 작전은 3주에서 4주간 진행되었다. 3/3은 이러한 작업을 대략 한 달에 한 번씩 계획하고 실행하여 일관된 작전 운영 속도를 유지했다. 3/3의 가장 큰 성과는 2005년 4월 코랑갈 계곡에서 작전을 수행한 나즈무딘(Najmudeen)으로 알려진 ACM 지휘관의 지역 및 국가적 목표물을 강제로 항복시키고 수복한 것이다. 그러나 나즈무딘의 항복은 이 지역에 권력의 공백을 남겼고, 질서의 균열을 야기했다.
3/3은 이 지역의 주도권을 수복하기위해 노력하고 있다고 알려진 특정 ACM 그룹을 추적하기 위해 새로운 작전을 계획하기 시작했는데, 이 작전은 잠정적으로 댈러스 스타즈 프로 하키팀의 이름에서 유래하였다. 이 작전은 ACM 활동을 방해하는 데 초점을 맞췄지만, 나즈무딘의 항복으로 활동이 감소했고, 특정 그룹의 소재등의 정보는 정확히 파악하기 어려웠다.
이에 대한 후속 조치로 2005년 5월, 3/3 자매 대대의 선발대인 2/3가 동부 지역 사령부에 도착했다. 2/3아프가니스탄에 배치되기 전에도 정보 장교 스콧 웨스터필드 대위와 그의 조수들은 3/3 정보 장교가 보낸 정보를 바탕으로 아흐마드 샤(Ahmad Shah)라는 사람이 이끄는 소규모 조직을 추적했다. 아흐마드 샤는 쿠나르 주의 남쪽과 국경을 접하고 있는 낭가르하르 주의 외딴 지역 출신으로, 소형 무기 매복과 즉석 폭발 장치(IED) 공격을 포함하여 연합군과 아프가니스탄 정부에 대한 대략 11건의 사건의 주범이었다. 2005년 6월까지, 2/3는 3/3을 대체해서 스타즈 개념을 사용하여, 레드 윙스 작전이라고 불릴 포괄적인 작전을 개발했다. 레드 윙스 작전의 목표는 ACM 활동을 방해하는 것이었고, Sawtalo Sar정상 근처에 기반을 둔 아흐마드 샤의 활동을 방해하는 것에 중점을 두었다.

## 정보 수집 및 작전 계획

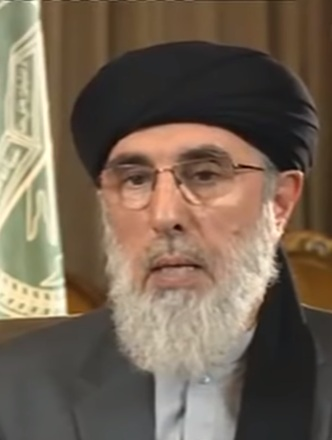
굴부딘 헤크마티아르

2/3 대대 참모들은 아프가니스탄에 도착했을 때 레드 윙스 작전을 계획하기 시작했다. 2/3 대대장 앤드루 맥매니스 중령과 그의 참모들은 3/3이 기존에 설정한 작전 기조를 유지하기를 원했고, 2/3 작전 책임자인 토마스 우드 소령은 스타 작전 모형에서 5단계로 구성된 레드 윙스 작전을 계획하기 시작했다. 이 기간 동안 2/3의 정보 장교인 스콧 웨스터필드 대위는 아흐마드 샤에 대해 조사하는 데에 더 집중했다. 샤에 대한 그의 전반적인 정보 및 사진의 수와 질은 2/3의 소대장인 리건 터너 소위가 순찰 중 아흐마드 샤에 대한 인간 정보를 풍부하게 수집함으로서 유의미한 수준으로 올라올 수 있었다. 수집된 정보에 의하면 아흐마드 샤의 경우 쿠나르 주 지역에서 부활하는 탈레반을 도우려는 목표를 가지고 있었으며 굴부딘 헤크마티아르의 도움을 받았을 것으로 추정되었다.
인간정보와 신호정보를 포함한 추가 정보에 따르면 아흐마드 샤는 쿠나르의 주도 아사다바드에서 서쪽으로 약 20마일떨어진 코랑갈 계곡 상류의 Sawtalo Sar 산 경사면에 있는 치찰 마을 외곽의 작은 구조물을 기반으로 활동하였다. 웨스터필드 대위는 2005년 6월 17일 무인 항공기에서 촬영한 시각 정보를 사용하여 IED 제작 및 IED 공격을 위한 하부 지역의 감시에 사용될 가능성이 있는 구조물을 발견했고, 정보부 직원들은 아흐마드 샤가 사용할 수 있는 특정 구조물을 포함하여 네 개의 관심 영역을 식별했다. 웨스터필드 대위와 그의 대원들은 Shah와 그의 부하들이 IED 폭발과 소형 무기 매복을 포함하여 미국, 연합군 및 아프가니스탄 정부 기관에 대한 대략 11건의 사건의 주범이라고 여겼으며, 아흐마드 샤와 그의 부하들이 6월 말에 치찰 지역을 점령할 것이라고 판단하여, 이 지역을 봉쇄하고 아흐마드 샤와 그의 부하들을 수색하기 위해 헬리콥터를 투입하는 것이 필요하다고 보고하였다. 특히 며칠 전 밤 어둠을 틈타 쿠나르 주에 투입된 해병대 정찰 저격팀에 의해 아흐마드 샤의 신원이 확실해진 후, 그들은 밤에 이 작전을 수행하고자 계획하였다.

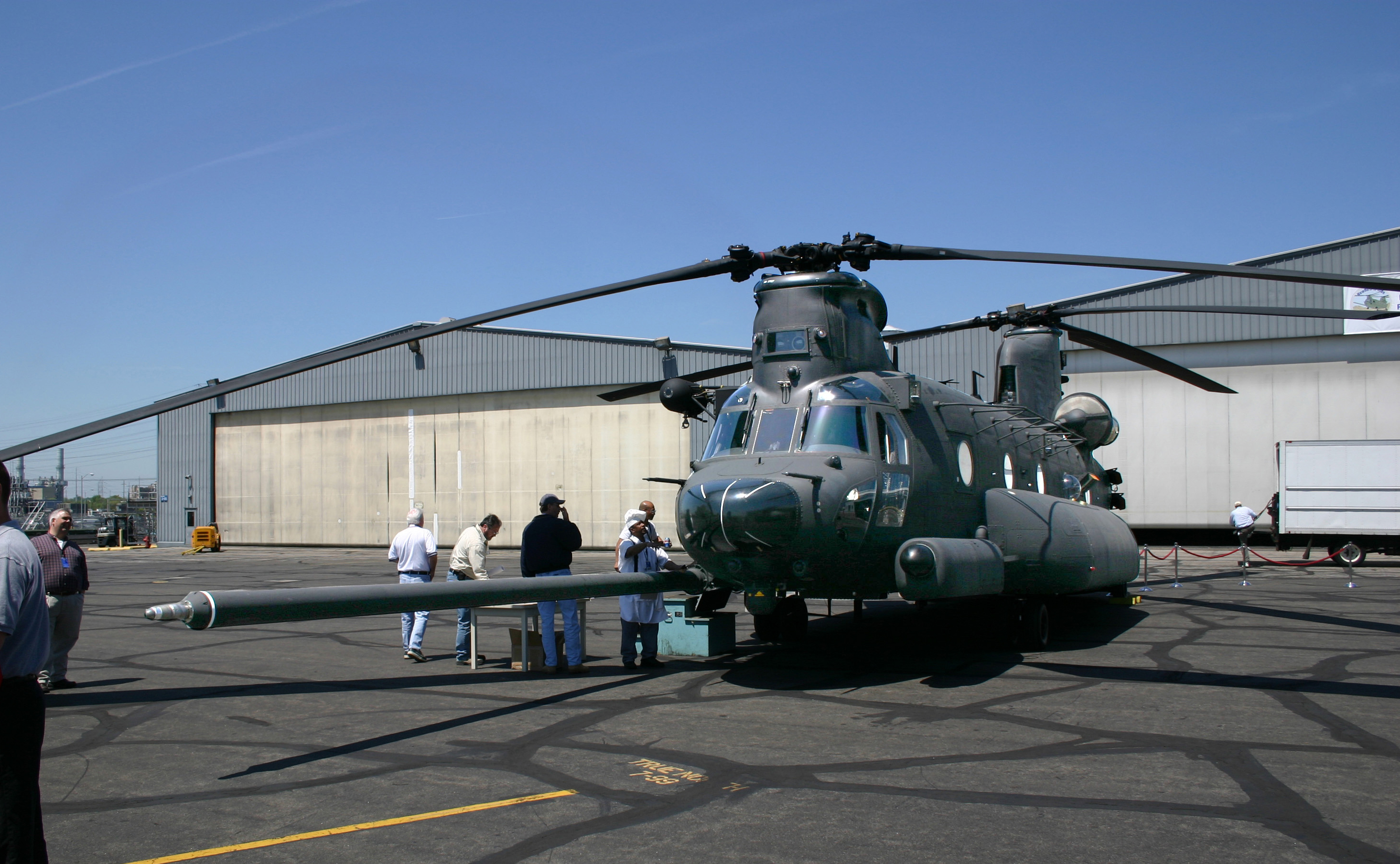
mh-47 치누크

이전의 3/3과 마찬가지로 2/3은 레드 윙스 작전을 위해 특수작전군 자산을 사용하고자 했지만, 3/3과의 차이점은 특수작전 항공 자산, 특히 제 160 특수작전항공연대의 MH-47 특수작전 항공기만을 운용하는 대신 지상군은 운용하지 않았다는 점이다. 이 작전의 시작 단계에서는 2/3의 해병대가 조연 역할을 할 예정이었고, 초기 단계가 완료된 후에는 2/3이 작전을 이끌어 갈 예정이었다. 그러나 대대는 이 지휘 구조가 성공적인 군사 작전의 기본 원칙인 "지휘의 통일"을 무시하는 구조임을 강조하며 계획을 반려하였다. 따라서 이 작전은 해당 지역에서 근무하는 다수의 특수 운영 부서에 지원가능여부를 물었고, 미국 네이비씰 10팀과 배송차량1팀이 관심을 나타냈다.
레드 윙스 작전은 총 5단계로 구성되었다.
레드 윙스 작전은 총 5단계로 구성되었다.
1단계 - 형성: 미 해군 특수부대 정찰 및 감시 팀을 아흐마드 샤의 안전한 건물로 의심되는 지역에 투입하고, 아흐마드 샤와 그의 부하들의 및 특정한 위치를 관찰 및 식별하며, 2단계 작전의 수행을 위해 행동 팀을 샤와 그의 부하가 머무는 것으로 관찰되는 구조물로 안내하는 임무를 맡는다.
2단계 - 목표에 대한 행동: 네이비씰 팀은 MH-47에 의해 투입되고, 곧이어 해병대가 샤와 그의 부하들을 포획하거나 살해한다.
3단계 - 외부 보초선: 해병대는 아프가니스탄 국군 병사들과 함께 다른 저항세력으로 의심되는 사람들을 가려내기 우해 주변 계곡을 순찰한다.
4단계 - 보안 및 안정화: 첫 세 단계 이후 며칠 동안, 미 해병대, 아프가니스탄 국군 병사, 그리고 미 해군 군단병들은 지역 주민들에게 의료 서비스를 제공하고 도로, 우물, 학교 개선과 같은 지역에 필요한 기초 인프라 서비스를 제공한다.
5단계 - 여과: 적의 활동 여부에 따라 해병대는 최대 한 달 동안 그 지역에 머무른 다음 그 지역을 떠난다.
해병대가 전반적인 작전을 계획하는 동안, 특수부대는 레드 윙스 작전에 대한 구체적인 계획을 세웠다.

### 네이비씰 팀의 투입과 위기

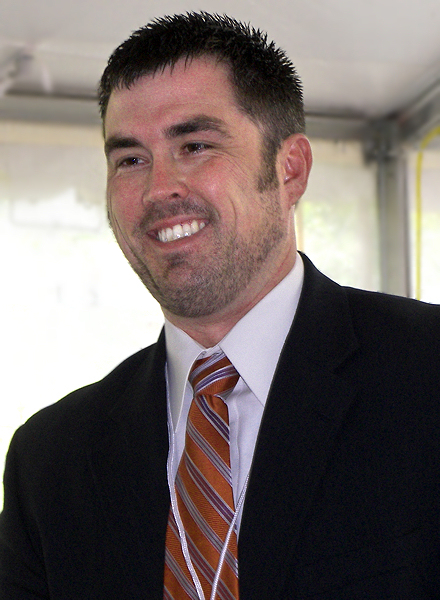
마커스 러트렐

2005년 6월 27일 밤 늦게, 두 대의 MH-47 헬리콥터가 Sawtalo Sar에 접근했고. 항공기 중 한 대가 적의 관측자를 기만하기 위해 여러 번의 유도낙하를 수행하는 동안, 다른 한 대는 Sawtalo Sar와 Sawtalo Sar 바로 남쪽에 있는 봉우리인 Gatigal Sar 사이에 밧줄을 통해 4명의 네이비씰 정찰 및 감시 팀을 투입했다. 투입 지점은 가장 가까운 관심 영역에서 약 1.5마일 떨어져 있었다.[4] 당시 팀원의 명단은 다음과 같다. 팀장 마이클 머피 대위(1계급 추서), 하와대니 디츠 하사(1계급 추서), 매튜 G. 악셀슨 하사(1계급 추서), 마커스 러트렐 병장 총 4명이었다. 네이비씰 팀이 사전 결정된 감시 위치로 이동한 후, 팀은 현지 염소 목동들에 의해 발견되었다. 전투원이 아닌 민간인이라고 판단한 머피 중위는 교전수칙에 따라 이들을 석방했다.

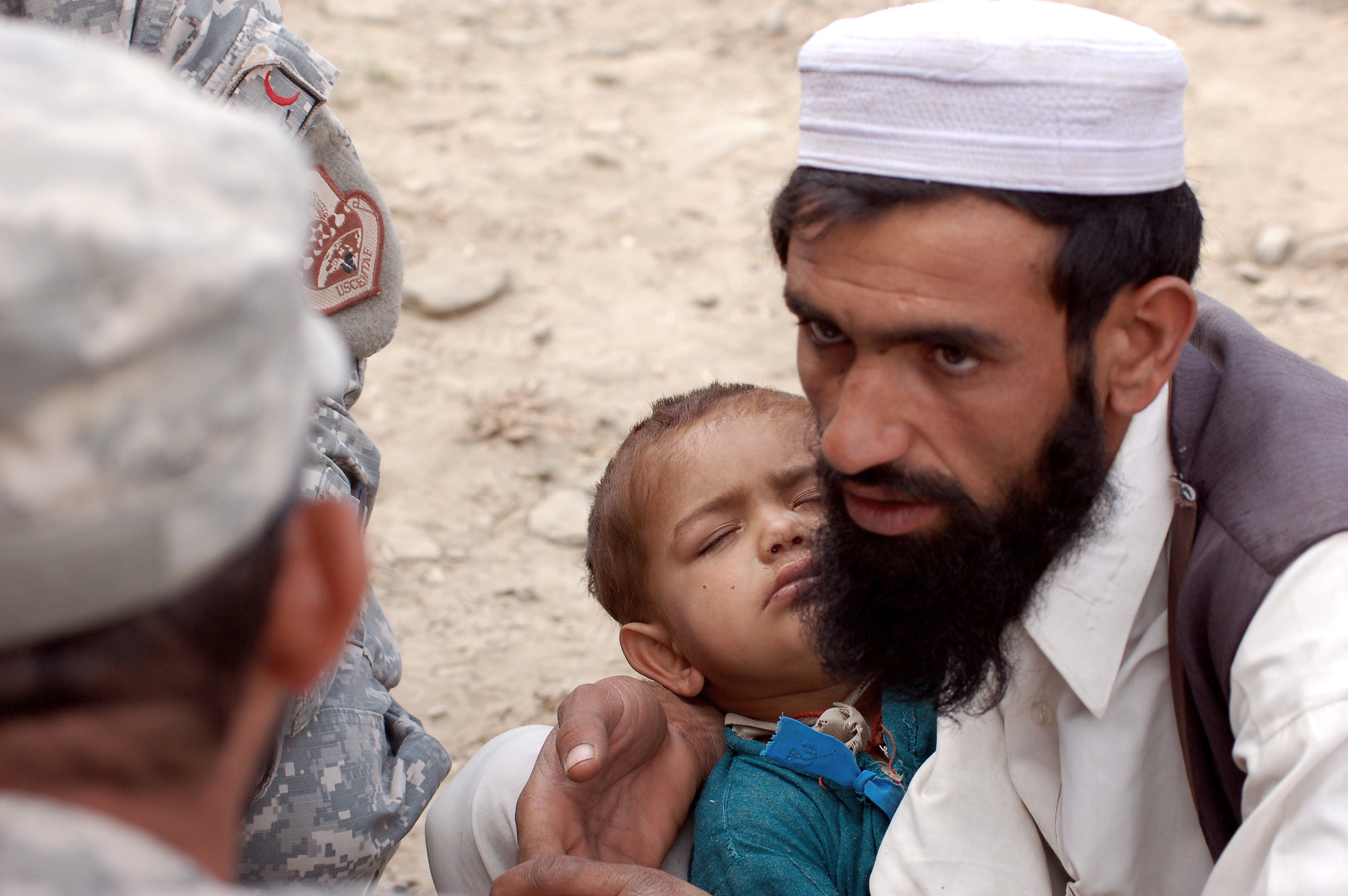
파슈툰

이후 팀은 위협받을 가능성이 있다고 예측하고, 예비지대로 후퇴했다. 그럼에도 불구하고 한 시간 만에, 네이비씰 팀은 RPK 기관총, AK-47, RPG-7 로켓 추진 수류탄, 82mm 박격포로 무장한 아흐마드 샤와 그의 부하들에 의해 공격을 받게 되었다.[2][3] 이들은 슈리예크 계곡 쪽에 있는 Sawtalo Sar의 북동쪽 만으로 내몰렸고, 이에 위치를 보고하고자 네이비씰 팀은 AN/PRC-148 멀티밴드 무선 및 위성 전화로 전투 운영과에 연락을 시도했다. 팀은 공격을 받고 있다는 것만 나타낼 수 있는 시간을 제외하고는 명확한 의사소통을 구축할 수 없었다. 결국 네 명의 팀원 중 세 명이 사망했고 유일한 생존자인 마커스 러트렐은 다수의 골절과 다른 심각한 부상으로 의식을 잃은 채로 남겨졌다. 불행 중 다행히도 그는 의식을 되찾았고 지역 파슈툰에 의해 구조되었다. 도움이 없었다면, 그는 아마도 탈레반에 의해 죽거나 붙잡혔을 것이다.

### 2차 작전
선 투입되었던 네이비씰 정찰 및 감시 팀이 매복 공격을 당했기 때문에, 작전의 초점은 즉시 ACM 활동을 방해하는 것에서 실종된 네이비씰 팀원들을 찾아 구출하는 것으로 전환되었다. 이 작전은 차후에 붉은 날개 작전 II로 알려지게 되었다.

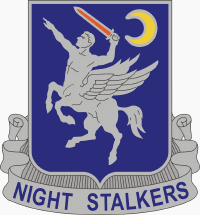
미국 제 160 특수작전항공연대

네이비씰 팀에서 신호 전송이 중단된 후, 그들의 위치와 상황은 알려지지 않았다. 네이비씰 10팀 대원들과 미 해병대, 미국 제 160 특수작전항공연대의 항공기 조종사들은 신속히 대응 병력을 파견할 준비를 하고 있었지만, 상급 특수작전본부의 발사 승인은 몇 시간 동안이나 지연됐다. 마침내 제 160 특수작전항공연대의 MH-47 특수 작전 항공기 2대, 재래식 육군 UH-60 블랙 호크 헬리콥터 2대, 그리고 AH-64 아파치 공격 헬리콥터 2대로 구성된 신속한 대응 부대가 출격했다. 두 대의 MH-47이 선두에 섰는데, Sawtalo Sar에 도착하자마자, 두 대의 MH-47은 소형 무기 사격을 받았다. 심지어, 아흐마드 샤의 부하 중 한 명이 RPG-7 로켓 추진 수류탄을 발사하여 후방 변속기를 타격했고, 항공기는 즉시 지상으로 추락했다. 이로 인해 제 160 특수작전항공연대 항공기 사령관 스티븐 C 소령을 포함한 8명의 제 160 특수작전항공연대 항공기 조종사와 승무원 그리고 탑승한 8명의 해군 특수부대원들이 모두 사망했다.
이 시점에 지휘권과 통제권이 상실되었고, 네이비씰 팀과 무선 통신을 실행할 수 없게 되었다. 더군다나 오후 늦게, 폭풍 구름이 해당 지역의 상공으로 이동하고 있었기에 항공기는 어쩔 수 없이 각자의 기지로 돌아갔다. 이후에 처음에는 지상에서 대대적인 수색이 시작되었고, 그 다음에는 MH-47 총격으로 사망한 16명의 시신을 회수할 수 있는 항공 자산을 활용한 수색이 시작되었다. 한편, 마커스 러트렐은 매복 공격 장소에서 북동쪽 Sawtalo Sar 아래로 약 0.7마일(1.1km) 떨어진 Salar Ban 마을에서 현지 아프간인 굴라브에 의해 보호받게되었다. 그의 생존 소식이 전해진 후, 러트렐이 자신이 위치한 지역에 대해 설명한 것을 근거로 하여, 미 공군 구조팀의 일원인 아펠과 피에르치는 이틀 후 전투 현장으로 돌아와 디츠, 머피, 그리고 악셀슨의 유해를 되찾을 수 있었다.

### 마커스 러트렐의 생존
레드 윙스 작전 이후 수년간의 조사 결과 루트렐의 생존을 둘러싼 현장 상황에 대해 여러 사실이 드러났으며, 이 중에는 루트렐이 지역 주민들로부터 보호구역을 받아 안전하게 지낼 수 있었다는 사실도 포함된다. 그러나 러트렐을 도운 아프간인들에 관한 많은 소식들이 사건 발생 이후 수일간 미국 언론에 오보되었다.
아흐마드 샤의 탈레반 부대와 격돌한 네이비씰 팀의 교전은 Sawtalo Sar (최고봉은 2,830m (9,280ft)라고 불리는 고지대 능선을 따라 시작되었다. 이 능선의 동쪽을 따라 내려가면 슈리예크 계곡으로 이어지는데, 네이비씰 팀이 포위되어 갇혔던 북동쪽 포구는 살라 반 마을 위 이 방향이었다. 부상당한 러트렐이 산 아래로 내려왔을 때, 그는 살라 반의 산 마을에서 모하마드 굴랍 칸이라는 이름의 파슈툰을 만났는데, 그는 나나와타이의 파슈툰왈리 관습에 따라 러트렐을 그의 집으로 데려갔고, 미군이 연락할 수 있을 때까지 러트렐을 보호하기 위해 마을 사람들의 도움을 요청하기도 했다.
이는 레드 윙스 작전이 진행되기 얼마 전에, 미국의 아프가니스탄에 대한 인도주의적인 활동으로 인해 아프가니스탄과 미국과의 관계가 개선되었기 때문이다. 미국의 지원으로 해당 지역에 의료 서비스가 제공되었고 낭갈암에는 여학교가 지어졌다. 굴랍은 이러한 상황을 알고 있었고, 굴랍이 러트렐에게 안전 구역을 배정해준 것은 미국의 이러한 호의 때문이었다. 탈레반 지도자인 아흐마드 샤는 그가 추적하고 있던 러트렐이 내리막길을 걸을 때 살라 반 마을을 지나야 한다는 것을 알고 있었기에 협박을 통해 어느 집이 러트렐을 보호하고 있는지 확인할 수 있었고 그를 넘겨줄 것을 요구했으나 굴랍은 미군이 연락할 수 있을 때까지 러트렐을 보호하기 위해 마을 사람들의 도움을 요청했다. 샤는 수적으로 열세였기 때문에 그 단계에서 싸울 위험을 무릅쓸 수 없었고, 지역의 지지기반을 얻기 위해 순순히 물러났다. 러트렐이 슈리예크 대신 코랑갈 계곡으로 내려갔다면 탈레반에게 넘겨졌을 가능성이 높다.
러트렐은 메모를 써서 아사다바드의 미군 기지로 자신을 후송해줄 것을 요청했다. 굴랍은 이전에 낭갈람에서 해병대 사령관을 만났기 때문에 살라 반 마을의 다른 지역에 사는 나이든 남자 시나에게 미군기지로 보내는 쪽지를 자신을 대신하여 전달해달라고 부탁했다. 시나가 한밤중에 낭갈람에 위치한 미군기지에 도착했을 때, 그는 사령관을 만나 러트렐에 대한 이야기를 했다. 그리고 나서 그는 러트렐이 쓴 노트를 사령관에게 전달했다.[52] 이로인해 마커스 러트렐이 구출된 지 몇 주 후, 굴랍과 그의 가족은 탈레반으로부터 위협을 받았고, 이에 대한 해결책으로 그의 가족은 아사다바드로 옮겨졌다.

### 이후 영향

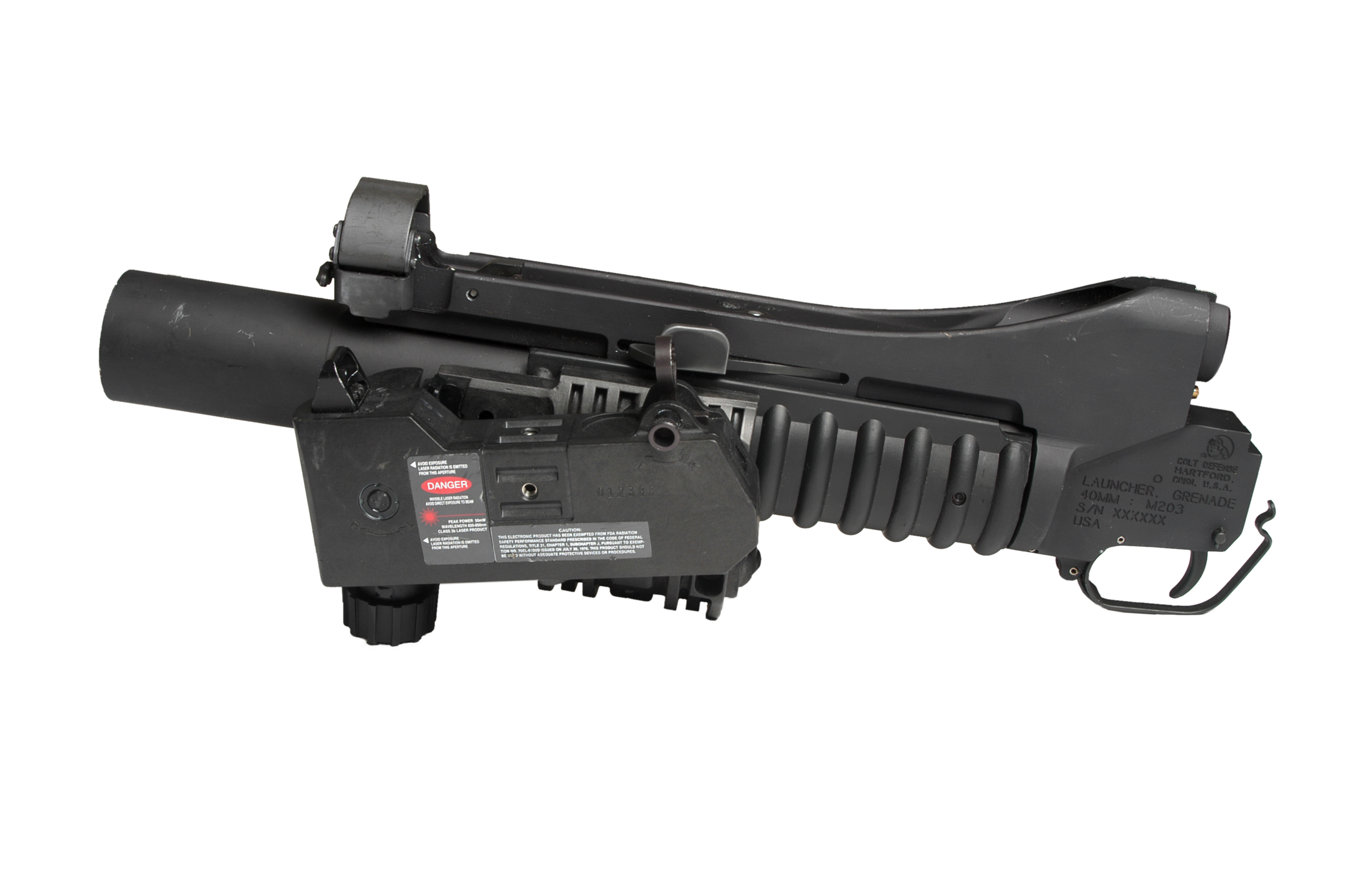
M203 유탄발사기

아프가니스탄에 잔존했던 ACM의 경우 아흐마드 샤와 그의 조직은 이 작전의 실패로 남겨진 M203 40mm 유탄 발사기가 장착된 SOPMOD M4 카빈소총 3정, 카불 주재 대사관 지도, 야간 시야 장치, 많은 양의 무기, 탄약 및 기타 자료를 회수할 수 있었다. 네이비씰 정찰 및 감시 팀의 물품 중 대부분이 미국, 연합군 및 아프가니스탄 정부 기관에 대해 사용할 수 있을 정도로 상태가 양호했다. 또한, 샤는 매복 중에 두 명의 비디오 제작자와 함께 있었기에, 매복 영상과 네이비씰에서 회수된 아이템의 이미지를 비디오로 제작하여 공개할 수 있었다.
미군의 경우 많은 자원이 레드 윙스 작전의 사상자 수색, 구조, 그리고 전장 복구 작업에 사용되었다. 그 결과, 아흐마드 샤와 그의 부하들은 그 지역을 떠나 파키스탄에서 다시 모였고, 이는 잔존한 ACM 조직을 더욱 찾기 어렵게 만들었다. 레드 윙스 작전의 이후, 2/3의 지상 부대는 아프가니스탄 육군, 육군 특수 작전 부대, 해군 특수 작전 부대의 일원들과 마찬가지로 지속적으로 순찰을 돌았다. 이러한 차후 작전은 ACM 활동을 방해한다는 목표를 달성했지만 엄청난 비용을 지불했고, 미군이 해당 지역에서 퇴각하자, 아흐마드 샤와 그의 강화된 조직은 몇 주 후에 쿠나르 주로 돌아올 수 있었다.
이로 인해 상당한 국제 언론의 관심이 아흐마드 샤 조직의 매복과 MH-47 격추에 집중되었다. 샤의 그룹의 규모는 추후에 모집된 조직원들이 그의 대열에 합류함에 따라 증가했다. 2차 레드 윙스 작전 말기에 미군과 연합군이 철수하면서 샤와 그의 그룹은 쿠나르 지방으로 돌아와 미군에 대한 민병대 활동을 다시 시작할 수 있었다.
레드 윙스 작전의 진정한 후속임무는 2005년 8월 2/3가 계획하여 실행한 웨일러스 작전(하키팀 하트포드 웨일러스에서 유래)이었다. 이 작전으로 쿠나르 주에 있는 아흐마드 샤의 잔존세력은 무력화되었고, 샤는 몇 주 후인 2005년 8월 웨일러스 작전의 결과, 심각한 부상을 입었으며 2008년 4월, 카이버-파흐툰크화에서 파키스탄 경찰과의 총격전 중에 사망했다.

### 사상자 명단
| 이름                       | 나이 | 사망 사유                                                |
| -------------------------- | ---- | -------------------------------------------------------- |
| 네이비씰                   |      |                                                          |
| LT Michael P. Murphy       | 29   | 1차 작전 당시 적의 매복 공격으로 사망                    |
| SO2 Matthew Axelson        | 29   | 1차 작전 당시 적의 매복 공격으로 사망                    |
| SO2 Danny Dietz            | 25   | 1차 작전 당시 적의 매복 공격으로 사망                    |
| SOC Jacques J. Fontan      | 36   | 헬리콥터 파견 때 적의 RPG-7 공격으로 헬리콥터 파손, 즉사 |
| SOCS Daniel R. Healy       | 36   | 헬리콥터 파견 때 적의 RPG-7 공격으로 헬리콥터 파손, 즉사 |
| LCDR Erik S. Kristensen    | 33   | 헬리콥터 파견 때 적의 RPG-7 공격으로 헬리콥터 파손, 즉사 |
| SO1 Jeffery A. Lucas       | 33   | 헬리콥터 파견 때 적의 RPG-7 공격으로 헬리콥터 파손, 즉사 |
| LT Michael M. McGreevy Jr. | 30   | 헬리콥터 파견 때 적의 RPG-7 공격으로 헬리콥터 파손, 즉사 |
| SO2 James E. Suh           | 28   | 헬리콥터 파견 때 적의 RPG-7 공격으로 헬리콥터 파손, 즉사 |
| SO1 Jeffrey S. Taylor      | 30   | 헬리콥터 파견 때 적의 RPG-7 공격으로 헬리콥터 파손, 즉사 |
| SO2 Shane E. Patton        | 22   | 헬리콥터 파견 때 적의 RPG-7 공격으로 헬리콥터 파손, 즉사 |
| 제 160 특수작전 항공연대   |      |                                                          |
| SSG Shamus O. Goare        | 29   | 헬리콥터 파견 때 적의 RPG-7 공격으로 헬리콥터 파손, 즉사 |
| CWO3 Corey J. Goodnature   | 35   | 헬리콥터 파견 때 적의 RPG-7 공격으로 헬리콥터 파손, 즉사 |
| SGT Kip A. Jacoby          | 21   | 헬리콥터 파견 때 적의 RPG-7 공격으로 헬리콥터 파손, 즉사 |
| SFC Marcus V. Muralles     | 33   | 헬리콥터 파견 때 적의 RPG-7 공격으로 헬리콥터 파손, 즉사 |
| MSG James W. Ponder III    | 36   | 헬리콥터 파견 때 적의 RPG-7 공격으로 헬리콥터 파손, 즉사 |
| MAJ Stephen C. Reich       | 34   | 헬리콥터 파견 때 적의 RPG-7 공격으로 헬리콥터 파손, 즉사 |
| SFC Michael L. Russell     | 31   | 헬리콥터 파견 때 적의 RPG-7 공격으로 헬리콥터 파손, 즉사 |
| CWO4 Chris J. Scherkenbach | 40   | 헬리콥터 파견 때 적의 RPG-7 공격으로 헬리콥터 파손, 즉사 |

## 론 서바이버와의 차이점
이 레드 윙스 작전의 실화를 기반으로 한 《론 서바이버》라는 이름의 책과 영화가 각각 2007년, 2013년에 출판 및 공개되었다. 이 책과 영화의 시나리오는 레드 윙스 작전의 유일한 생존자인 마커스 러트렐 병장의 증언을 바탕으로 하고 있다. 《론 서바이버》의 성공은 레드 윙스 작전이 세간의 이목을 끌게 된 이유 중 하나인데, 안타깝게도 《론 서바이버》는 실제 레드 윙스 작전과는 괴리가 크기에 《론 서바이버》의 내용은 과장된 것임이 정설로 여겨지고 있다.
첫 번째 근거는 교전한 탈레반의 숫자이다. 러트렐은 구출된 직후 제출한 상부 보고서에 탈레반 병력 규모를 20~35명 정도로 추정하여 보고했다. 그런데, 책에서는 네이비씰팀이 약 80명에서 200명의 전투원들이 매복했을 것이라고 주장했다. 반면, 초기에 제공된 정보에 따르면 해당 지역의 탈레반 반군의 수는 대략 10에서 20 정도로 추정되었다. 군의 공식 언론 보도는 탈레반 병력의 규모를 20명 정도로 추정했으며, 머피에 대한 명예 훈장 인용문에 따르면 해군은 30-40명의 적이 있다고 추정했다. 군사 저널리스트 에드 대럭은 자신의 저서 "승리의 지점: 붉은 날개와 포경 작전 – 아프가니스탄에서 자유를 위한 해병대의 전투"에서 탈레반의 병력이 8-10명이라는 군사 정보 보고서를 인용했다. 이러한 각 보고서들이 추산한 탈레반군 수와 러트렐이 책에 언급한 탈레반군 수의 큰 차이는 러트렐이 거짓된 내용을 브리핑 했을 가능성을 뒷받침한다.
두 번째 근거는 네이비씰 팀이 최초로 양치기를 조우했을 때 취한 행동이다. 비무장 민간인의 처형 가능성을 고려하고 투표에 부쳤다는 러트렐의 책에 나온 주장은 많은 사람들에 의해 허구라고 비판 받았다. 특히 육군 타임즈의 선임 특파원인 션 네일러의 기사에서, 해군 특수전 사령부 대변인 스티브 러 중위는 현장에서 그러한 지휘 결정을 내리는 것과 관련하여 "그들이 장교이든 사병이든, 선임자는 투표를 하는 것이 아니라 단독결정이 가능한 궁극적인 권한을 가집니다."라고 말했다. 그리고 비무장 민간인을 처형할 것인지에 대한 투표와 관련하여, 그는 "이렇게 투표에 부쳐진 것은 처음 들어보는 것입니다. 14년간 해군 생활을 하면서 그런 것을 보거나 들어본 적이 없습니다." 라고 주장했다. 션 네일러뿐만 아니라 군사 규약, 미국 및 국제 군사 교리, 교전 규칙은 비무장 비전투 민간인에게 해를 끼치는 것을 엄격하게 금지하고 있으며, 당시 가장 중요한 교전 규칙 중 하나는 "민간인은 표적이 아니다!"일 정도이기에 러트렐의 해당 주장은 거짓일 가능성이 높다.

## 작전 실패의 이유
가장 주된 이유로 언급되는 것은 네이비씰의 육상전투수행능력 부족이다. 레드 윙스 작전 당시 네이비씰 팀은 쿠나르 주에 침투하기 위해 헬리콥터를 이용하여 공중침투하였는데, 작전 지역의 소규모 지역이라는 점과 산지로서 소음이 널리 퍼질 수 있다는 점을 고려하였을 때 그들의 이런 육상에서의전투수행능력은 꽤 심각한 문제를 가지고 있음을 의미한다. 심지어 해병대가 계획한 이 작전의 최초 계획이 도보침투작전이었고, 네이비씰 팀이 작전을 단독 수정하여 공중 침투로 바꿨다는 점은 충격을 더한다. 또한 그들이 휴대한 통신 장비 역시 문제가 있었다. 네이비씰 팀은 작전 당시 en:AN/PRC-148 / 사마륨 -이리듐 코티드(coated) 위성전화기 한 대를 휴대했다. 아프가니스탄 지역에서 전략적이고 자유로운 통신망을 이용할 수 있었으나 이 통신장비를 이용한 작전신호는 기상이 조금이라도 좋지 못할 경우 불능 상태로 유지되고 민간에 유출되지 않아 통신이 상당히 불량한 장비였다. 그럼에도 네이비씰 팀은 작전 지역에 대한 이해도가 부족하여 더 좋은 무전 장비가 아닌 해당 장비를 휴대하였고, 교전에 필요한 무기 역시 작전 지역내 교전의 가능성을 고려하지 않아 정찰팀이 휴대 가능한 최소 수준의 무기만 휴대하는 등, 육상에서의 실전 경험 부족과 교전 수행능력의 부족이 레드 윙스 작전의 주된 실패 이유로 거론된다.

## 매체
2010년에 발매된 EA 로스엔젤레스의 1인칭 슈팅 게임 《메달 오브 아너》의 싱글플레이 임무 중의 일부로서 각색되어 구현되었다.
2013년에 개봉된 영화 《론 서바이버》에서 네이비 실 팀원들의 여정에 집중하였다.

## 참고문헌
1. Darack, Ed (2010). Victory Point: Operations Red Wings and Whalers – The Marine Corps' Battle for Freedom in Afghanistan. Penguin Group.
2. Luttrell, Marcus; Robinson, Patrick (2007), Lone Survivor: The Eyewitness Account of Operation Redwing and the Lost Heroes of SEAL Team 10, Back Bay Books
3. Williams, Gary (2010). Seal of Honor: Operation Redwing and the Life of LT. Michael P. Murphy, USN. Naval Institute Press.